# Mario Herrerías
Mario Oscar Herrerías (né le 6 avril 1954 à Bahía Blanca et décédé le [2 juin?] 2018) est un compositeur argentin reconnu pour ses compositions de tango nuevo. Sa composition référence est Niebla y Cemento (1993), en particulier auprès des clarinettistes, flutistes et saxophonistes.

## Biographie
À l'âge de neuf ans, Mario Oscar Herrerías commence ses études de la musique avec un accordéon offert par ses parents. Adolescent, il forme plusieurs groupes de rock-blues comme guitariste, compositeur et arrangeur. Son intérêt croissant pour la musique classique l'amène à prendre des cours de guitare et d'harmonie. En 1979, il s'installe à Buenos Aires pour étudier la composition musicale auprès de Manuel Juárez et Gerardo Gandini. Parallèlement, il commence à étudier le piano avec César Grimoldi et Alicia Sciancalepore. Dans les années 1980, il a composé un grand nombre d'œuvres pour différents ensembles. Nombre d'entre elles ont été jouées lors des concerts de musique contemporaine organisés par Gerardo Gandini à la Fundación San Telmo. Pour l'une de ses premières compositions, Crónicas Marcianas, pour six instruments (fl, cl, alto, vc, cor et harpe), il a reçu en 1981 un prix dans le cadre d'un concours organisé par Canal 7 (Televisión Pública Argentina).
À la même époque, il donne quelques concerts à l'intérieur du pays, au cours desquels il interprète des œuvres de Debussy, Schönberg, Alban Berg et Prokofiev. Pendant une dizaine d'années, il travaille comme arrangeur de musique publicitaire pour un célèbre "jinglista" local. Il a ensuite décidé d'abandonner cette activité pour devenir professeur d'harmonie, de contrepoint, de composition, de direction d'orchestre et d'arrangement d'ensemble à l'école de l'UEM de la ville de La Plata. À la fin des années 1980, il forme le Trío Film avec César Salgán (basse et claviers) et Rubén Duca (batterie). En 1991, le sous-secrétaire à la culture de la province de Buenos Aires lui décerne un prix pour la musique composée pour ce groupe dans le cadre du concours "La Nueva Música Popular".
Dans les années 1990, il forme le Mario Herrerías Quintet : piano, basse (Juan Carlos Estivil), batterie (Rubén Duca), guitare électrique (Gabriel Szternsztejn et Alejandro González) et vents (Víctor Skorupski à la flûte, aux clarinettes et aux saxophones). Depuis lors, ses compositions s'inspirent de structures rythmiques liées à la musique populaire argentine et régionale, qu'il fusionne avec des éléments de jazz, de rock et de musique classique. Il a ensuite intégré le bandonéon (Matías Rubino) et a enregistré avec son Sexteto l'album Boulevard 40, dont l'une des œuvres, Boomerang, lui a valu le deuxième prix national de composition derrière Teresa Parodi en 2011. Il a arrangé la musique pour cet auteure-compositrice-interprète, ainsi que pour diverses formations comme le Dúo Pastoral, Opus 4, Lucila Juárez (en co-équipe avec Rubén Juárez), entre autres. Il a composé à la demande d'artistes locaux renommés ; ses œuvres ont été jouées sur diverses scènes dans le monde entier, beaucoup d'entre elles ayant été créées au Teatro Colón.
Son chef-d'œuvre est Niebla y Cemento (1993). Il a été enregistré dans différentes versions et, en 2005, Paquito d'Rivera l'a enregistré pour le label Chesky Records avec son trio (clarinette, violoncelle, piano). L'œuvre a été commandée par le flûtiste Jorge de La Vega; Jorge de La Vega a également créé la pièce A La Patria Grande pour flûte, piano, percussion et ensemble à cordes, en août 2016 au Teatro Colón. Sa dernière œuvre est une sonate pour piano et saxophone commandée au saxophoniste Emiliano Barri, intitulée Sonata Bu (Zona Tabú).
Il décède en 2018[Où ?].

« Mario a brillé dans toutes ses activités. Un compositeur original sous l'influence de Piazzolla, mais à partir de là, il a fait quelque chose de différent. Un tango contemporain nourri d'influences diverses. Une musique en perpétuelle évolution. »

— Sergio Pujol (es)
Sa fille Soledad Herrerías, pianiste, continue à perpétuer son œuvre avec le sextette de son père.

## Œuvres (sélection)
- Crónicas Marcianas (1981), pour flûte, clarinette, alto, violoncelle, cor et harpe.
- Niebla y Cemento (1993), pièce pour clarinette (ou flûte), basson et piano. Cette pièce connait de nombreux arrangements notamment pour saxophones.
- Tormenta de Verano: Malambo (1998), créé par Jorge de La Vega[3]
- Boomerang (2011), pour sextuor[4],[5]
- A La Patria Grande (2016), pour flûte, piano, percussion et ensemble à cordes.
- Sonata Bu (Zona Tabú) (2018), sonate pour piano et saxophone commandée au saxophoniste Emiliano Barri.
- Concierto para clarinete, fagot, piano y orquesta
- Cuarteto de Saxofones N°1
- Temporal[6]

## Discographie
- Groupe Trío Film : 
  - album En vivo en Bellas Artes (1986)[7]
- Mario Herrerías Quintet : piano, basse (Juan Carlos Estivil), batterie (Rubén Duca), guitare électrique (Gabriel Szternsztejn et Alejandro González) et vents (Víctor Skorupski à la flûte, aux clarinettes et aux saxophones):
  - album Camino infinito (El Cirko sello digital, 1998)
  - album Inedito (2018)

« J'ai adoré la musique du Mario Herrerías Quintet pour sa magnifique créativité. 
Ils font les 3 choses magnifiquement : harmonie, rythme et thème merveilleux. 
Tous les musiciens sont excellents, félicitations. Qu'ils continuent toujours comme ça. La musique a besoin de vous! »

— Hermeto Pascoal
- Mario Herrerías sextetto :
  - album Boulevard 40 (El Cirko sello digital, 2010)